# Alexandrinen-Cottage

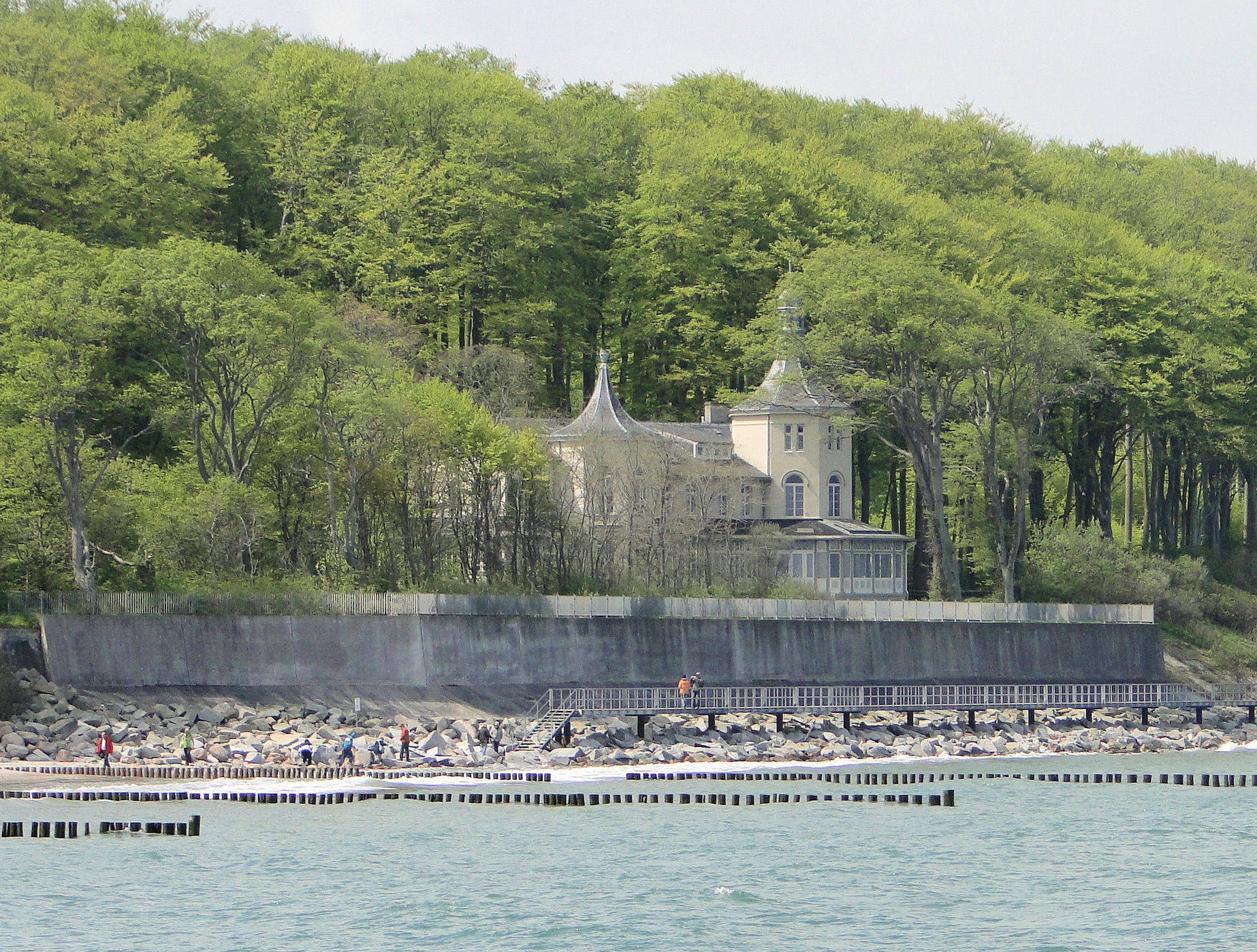
Alexandrinen-Cottage von der Seeseite

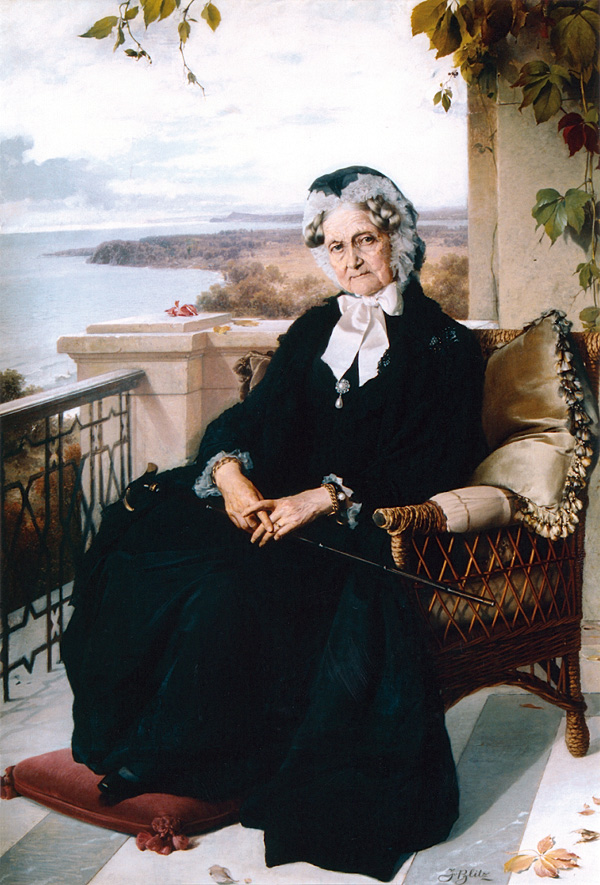
Großherzogin Alexandrine nutzte das Cottage 50 Jahre lang als Witwensitz

Alexandrinen-Cottage (Kottage d. Großhz. Mutter) am Damenbad auf einem Plan des Ostseebads Heiligendamm aus der Zeit um 1910

Das Alexandrinen-Cottage gehört zu den bislang noch nicht sanierten Gebäuden des einst großherzoglichen Ostseebades Heiligendamm.
Das etwas abseits im Wald westlich des Hauptkomplexes an der Steilküste direkt über dem Meer gelegene Cottage wurde 1839/40 im Auftrag von Großherzog Paul Friedrich durch den mecklenburgischen Architekten Georg Adolf Demmler auf einer angelegten Seeterrasse erbaut. Paul Friedrich machte die mediterran gehaltene Villa mit 18 Zimmern und 1.449 Quadratmetern Wohnfläche seiner Frau, der Großherzogin und preußischen Prinzessin Alexandrine von Preußen (1803–1892), als Logierhaus zum Geschenk. Zum Haus gehörte ein eigener 80 Meter langer Steg, zu dem eine steinerne Treppen hinunterführte. Im Januar 2017 wurde der Liegnitz-Steg (nach Auguste von Harrach, Fürstin von Liegnitz, einer der ersten Gäste im Cottage), durch das Sturmtief Axel so stark beschädigt, dass er gesperrt wurde. Er sollte bis Mai 2018 für 360.000 Euro nicht nur repariert, sondern auch barrierefrei ausgebaut werden. Beide Stegseiten sollen eine jeweils 50 Meter lange Rampe erhalten.
Das für Heiligendamm auffällig asymmetrische Gebäude mit den zwei ungleich hohen Achteck-Türmen wird von außen durch die umgebenden Veranden zur Seeseite geprägt. Das Alexandrinen-Cottage blieb vom Verkauf Heiligendamms 1873 ausgenommen und auch nach der Novemberrevolution 1918 als Sommerresidenz im Privatvermögen der herzoglichen Familie. 1945 wurde es enteignet und 1947 als Haus Weimar in Volkseigentum überführt.
Mit der Gesamtprivatisierung von Heiligendamm ging das Alexandrinen-Cottage an den Immobilienunternehmer Anno August Jagdfeld über, der das unter Denkmalschutz stehende historisch bedeutsame Haus nach Umbau und Sanierung privat nutzen wollte. Dazu kam es jedoch nicht. Nach jahrelanger Vernachlässigung ist die Villa dringend einer teuren Kernsanierung bedürftig. Seit Ende 2023 stehen Cottage und Grundstück im Herbst 2023 für 40 Millionen Euro zum Verkauf.

## Sonstiges
Das Cottage diente bereits mehrfach als Drehort für deutsche TV-Produktionen. Von September bis Dezember 1999 mietete die deutsche Band Rammstein das Haus für die Vorproduktion des 2001er Albums Mutter.